# Gret Palucca
Gret Palucca   (Múnic, 8 de gener de 1902 - Dresden, 22 de març de 1993) nascuda Margarete Paluka, va ser una ballarina i professora de dansa alemanya.

## Biografia
Els pares de Gret Palucca eren el farmacèutic Max Paluka, que venia de Constantinoble, i Rosa Paluka, que era d'origen jueu-hongarès. Poc després del seu naixement a Munic, la família es va traslladar a San Francisco, Califòrnia. El 1909, Gret va tornar a Alemanya amb la seva mare Rosa i va anar a Dresden, on va rebre lliçons de ballet d'Heinrich Kröller del 1914 al 1916.
Fins i tot com a ballarina de ballet, Gret Palucca era escèptica sobre la dansa clàssica. Assistir a un esdeveniment de dansa de Dresden amb Mary Wigman va ser una experiència clau per a ella i Palucca es va convertir en una de les primeres estudiants de Wigman. El 1921 va canviar el seu nom pel de Gret Palucca. Va ballar al grup de Wigman fins al 1924. Aleshores, Palucca va començar la seva carrera en solitari i es va convertir en una de les ballarines expressives més importants. El seu estil era alegre, despreocupat i humorístic, tal com ho transmeten la coreografia dIn Wide Swing o Dance Joy.
Des de 1924, Gret Palucca va estar casada durant sis anys amb Fritz Bienert, propietari d'un molí, el Bienertmühle de Dresden, i fill d'Ida Bienert, la primera col·leccionista d'art privat d'art modern d'Alemanya. Els artistes del dadaisme anaven i venien a casa seva, igual que els arquitectes de la jove Bauhaus, on va estudiar la seva filla Ise Bienert, estudiant de Worpswede. Palucca es va convertir en el tema del Nou Art. A partir de 1924 passava regularment les vacances d'estiu amb el seu marit a l'illa de Sylt.
El 1925 Gret Palucca va fundar la seva pròpia escola. L'escola Palucca de Dresden es diferenciava significativament d'altres escoles d'aquest tipus, no es centrava en l'exercici físic, sinó en l'educació intel·lectual i artística. Els seus estudiants més famosos inclouen Ruth Berghaus i Lotte Goslar, així com Annerose Schunke, la posterior presentadora de notícies de la RDA Annerose Neumann.
El 1926, Wassily Kandinsky va escriure dos assaigs molt respectats sobre Palucca, que van contribuir a la seva creixent popularitat. El 29 d'abril de 1927, Palucca va actuar a la Bauhaus de Dessau.
| «             | Palucca condensa l'espai, el divideix: l'espai s'expandeix, s'enfonsa i flota, fluctuant en totes direccions | » |
| — Moholy Nagy | |   |

El 1930, Gret Palucca es va separar de Fritz Bienert i va començar una relació amb l'historiador de l'art Will Grohmann, amb qui visitava sovint Sylt. El 1935 va escriure la primera monografia sobre ella, sota el pseudònim d'Olaf Rydberg.
Als Jocs Olímpics de Berlín de 1936, Palucca va participar en una actuació en solitari a la nit d'obertura.
A Gret Palucca no se li va prohibir actuar al "Tercer Reich" amb l'excepció dels esdeveniments estatals i del NSDAP fins que es van tancar tots els teatres el 1944. La llegenda de la prohibició total de les representacions probablement anava en interès dels responsables de la cultura a la RDA. A través d'un permís especial obtingut per Grohmann el 1936, Palucca va poder continuar actuant com a ballarina malgrat la seva estigmatització com a anomenada "mitja jueva". Inicialment se li va permetre actuar a l'estranger, però després va ser prohibida. A la premsa ja no se li va permetre parlar positivament de les seves aparicions. Tanmateix, el sempre popular ballarí expressiu va continuar sent reconegut a nivell provincial. El 31 de març de 1939 la seva escola va ser tancada.
L'1 de juliol de 1945, Gret Palucca va reobrir la seva escola de dansa a la Karcherallee 43 a Dresden. L'any 1949 es va nacionalitzar aquesta escola Palucca. Va fer la seva última actuació en solitari el 1951 en el 75è aniversari de Wilhelm Pieck. Gret Palucca va continuar activa com a professora de dansa ben entrada la seva vellesa, però la seva dansa expressiva no s'adaptava al nou esperit de l'època. Sota el terme "New Artistic Dance", Gret Palucca va continuar intentant mantenir el seu focus en el currículum. Però el ballet clàssic va dominar l'entrenament. Desconcertada, va abandonar la RDA el 1959, va anar a Sylt i des d'allà va negociar les condicions del seu retorn. Com a concessió, a Gret Palucca se li va prometre la direcció artística de l'escola de dansa de Dresden, així com una càtedra, un cotxe amb xofer i una propietat a Hiddensee.
Va participar en la fundació de l'Acadèmia Alemanya de les Arts a Berlín (Est) el 1950. Va ser vicepresidenta de 1965 a 1970.
Va morir el 1993 i va ser enterrada a Hiddensee, on havia passat els estius cada any des del 1948. La Casa Palucca, construïda el 1961, va ser enderrocada per un inversor el 2009. A la dècada de 1920 hi havia una colònia d'artistes a Hiddensee on de vegades era convidada.

## Premis
- Certificat d'honor del Festival Internacional de Dansa amb motiu de la XI. Jocs Olímpics, Berlín 1936
- Orde del Mèrit Patriòtic en bronze (1958), or (1972), fermall honorífic (1985)
- Premi Nacional d'Art i Literatura de la RDA, 2a promoció (1960 i 1976), 1a promoció (1981)
- Medalla d'or Johannes R. Becher (1964)
- Medalla Pestalozzi al servei fidel en plata (1966) i or (1975)
- Ordre "Banner of Labor" (1967)
- Premi d'art Martin Andersen Nexö de la ciutat de Dresden (1972)
- Membre honorari de l'Associació de Treballadors del Teatre de la RDA, Berlín (1975)
- Ciutadà d'honor de la ciutat de Dresden (1979)
- Estrella de l'amistat internacional d'or (1980 i 1987)
- Premi de dansa alemanya, Essen (1983)
- Membre honorari de l'Acadèmia Alemanya de Dansa, Colònia (1987)
- Membre honorari de l'Acadèmia de les Arts de Berlín (1991)
- Gran Creu del Mèrit amb estrella i cinta d'espatlles de la República Federal d'Alemanya (1992)

## Galeria d'imatges

Ernst Ludwig Kirchner – Gret Palucca
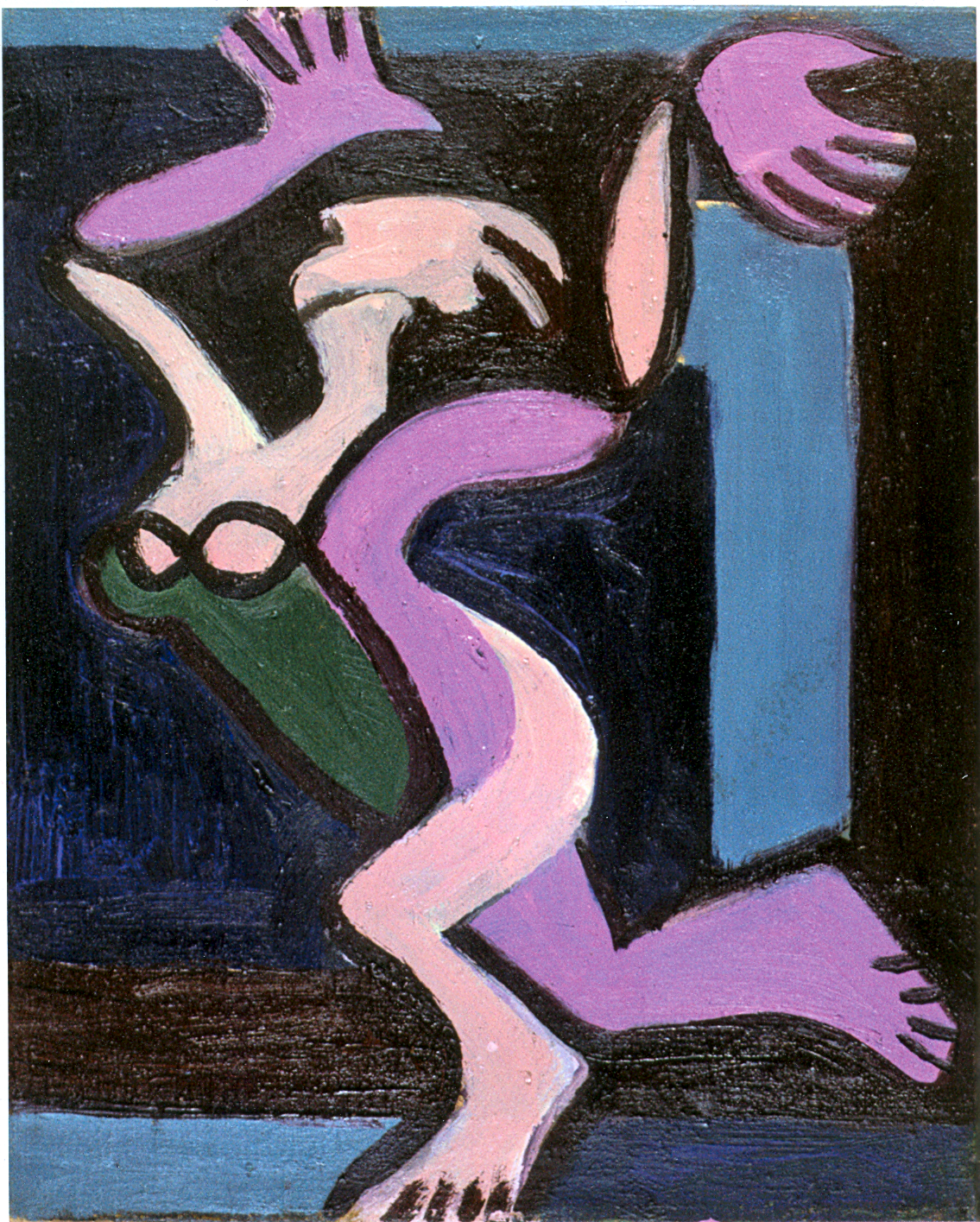
1929–1930
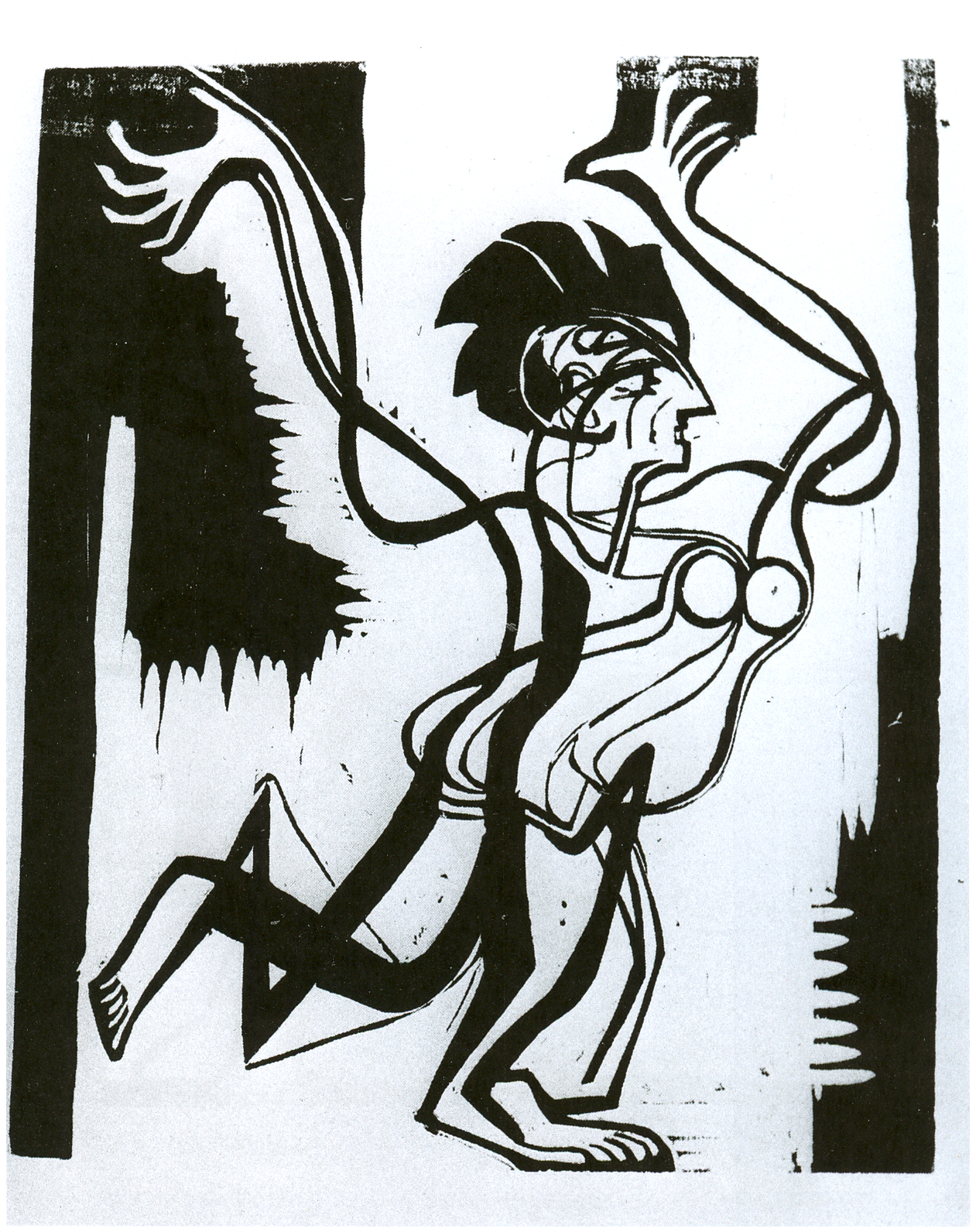
1930
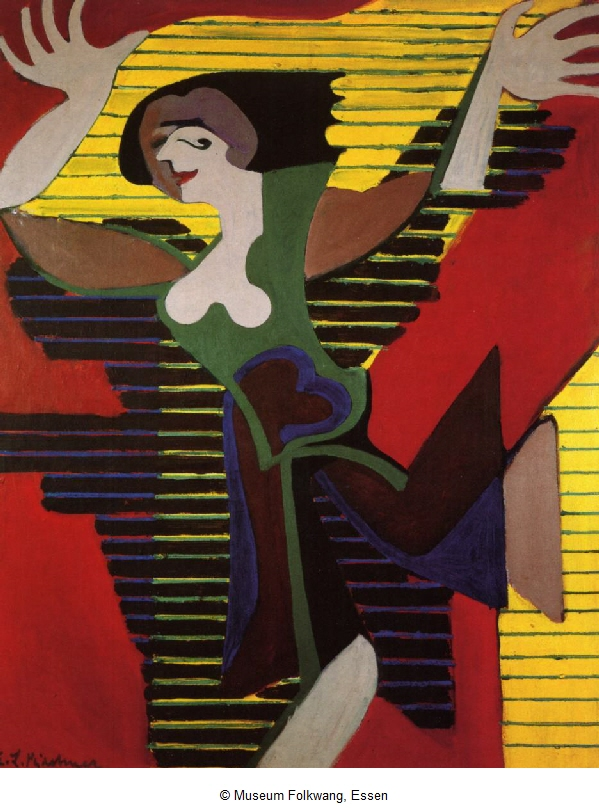
1931

## Agraïments

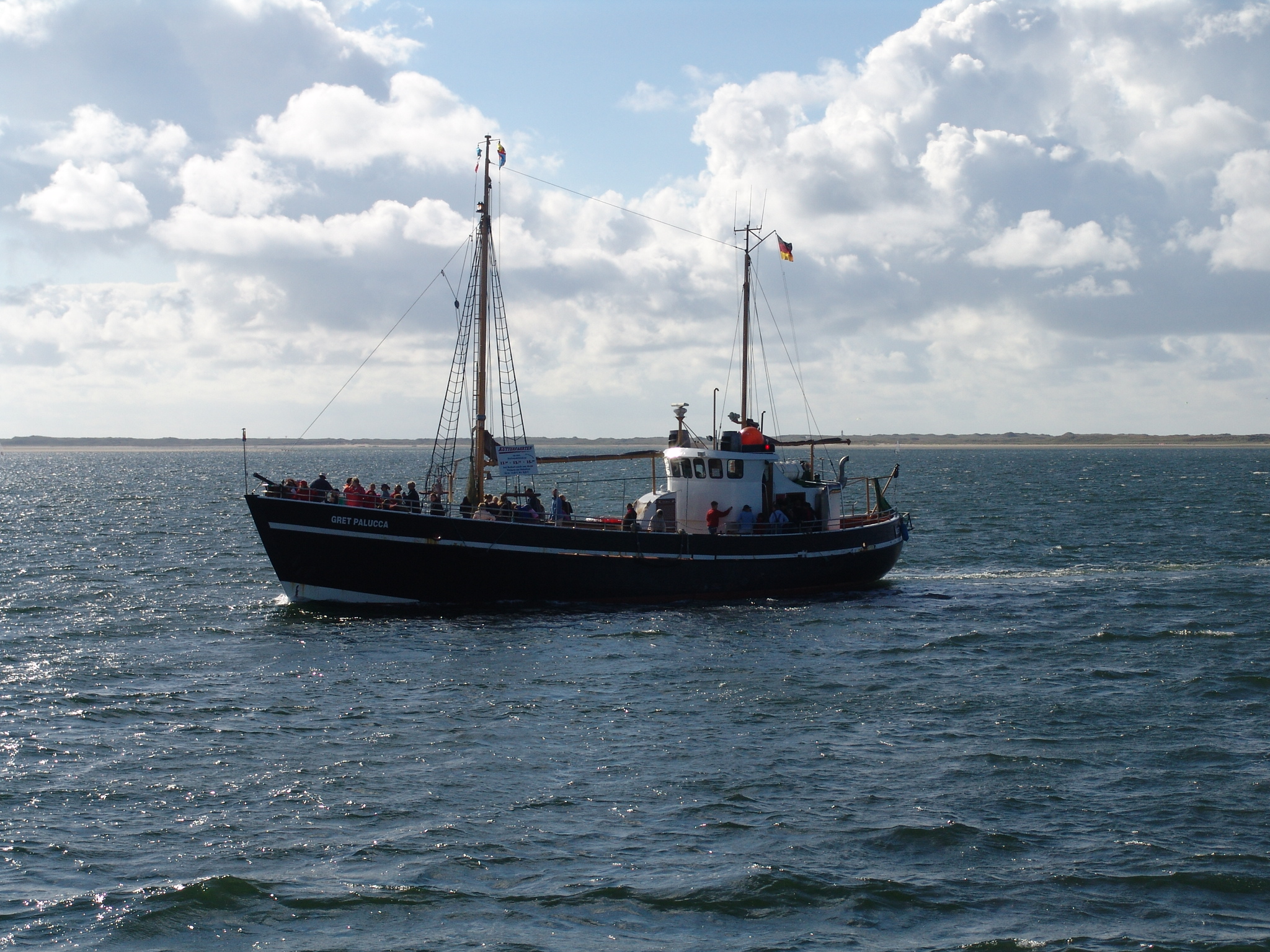
Excursió en vaixell Gret Palucca

A principis de la dècada de 1960, els seus amfitrions de molt de temps durant les seves vacances d'estiu a List on Sylt van batejar el seu primer vaixell d'excursió "Palucca" després d'ells; Tots els vaixells posteriors d'aquesta petita companyia naviliera també portaven els noms "Palucca" o "Gret Palucca". Encara avui, un tallador d'excursions de la naviliera Adler, que es va fer càrrec de les línies de l'antiga naviliera Palucca, navega amb el nom de "Gret Palucca" i un altre amb el nom de la seva mare, "Rosa Paluka".
A Dresden hi ha Gret-Palucca-Straße. El Gret-Palucca-Weg de Munic Aubing també va rebre el seu nom el 2014. El 8 d'octubre de 1998 es va emetre un segell per valor de 4,40 DM amb el retrat de Palucca com a part de la sèrie de segells Dones en la història alemanya.
Hi ha una exposició permanent sobre la vida i l'obra de Palucca al Museu Hofmühle de Dresden, al barri de Plauen. En una casa del carrer de la Cancelleria de Dresden, es va dissenyar una façana amb imatges de Palucca ballant.

## Pel·lícules
- "No vull ballar bonic i simpàtic." (Memento del 24 d'octubre de 2007 a Internet Archive) Pel·lícula sobre Palucca
- Balla sota l'esvàstica. Documental, Alemanya 2003, 60 min., escrit i dirigit per Annette von Wangenheim